# سرنجی صورتی
سرنجی صورتی یا سرنجی گلگون (نام علمی: Pericrocotus roseus) گونه‌ای از پرندگان خانواده کوکوسنگ‌چشمان (Campephagidae) و همه‌چیزخوار است.